# Coleophora melissella
Coleophora melissella é uma espécie de mariposa do gênero Coleophora pertencente à família Coleophoridae.